# Trichostomum aequatoriale
Trichostomum aequatoriale là một loài rêu trong họ Pottiaceae. Loài này được Spruce ex Dixon mô tả khoa học đầu tiên năm 1924.